# Kamenice (Dobšín)
Kamenice je vesnice, část obce Dobšín v okrese Mladá Boleslav. Nachází se asi 1,5 kilometru západně od Dobšína. Vesnicí prochází silnice II/279. Kamenice leží v katastrálním území Dobšín o výměře 3,53 km².

## Historie
První písemná zmínka o vesnici pochází z roku 1571.